# Rhaphium suave
Rhaphium suave är en tvåvingeart som först beskrevs av Friedrich Hermann Loew 1859.  Rhaphium suave ingår i släktet Rhaphium och familjen styltflugor. Inga underarter finns listade i Catalogue of Life.